# 美国驻华大使馆
美国驻华大使馆（英語：Embassy of the United States, Beijing）是美国在中华人民共和国的最高外交代表机构，现位于北京市安家楼路55号，是美國規模第三大的駐外使館，僅次於巴格達的美國駐伊拉克大使館和埃里温的美国驻亚美尼亚大使馆。目前领事轄區包括北京市、重庆市、天津市、甘肃省、河北省、宁夏回族自治区、青海省、陕西省、山东省、山西省、四川省、西藏自治区、新疆维吾尔自治区，下轄有上海、廣州、瀋陽及武漢四處總領事館，駐香港及澳門總領事館則由美國國務院直轄。

## 历史

### 早期
美国驻华使馆的历史可以追溯至清朝同治年间。第二次鸦片战争后英国、法国相继在东交民巷设立使馆。而美国则紧随英法之后，于1862年在东交民巷路以南、御河以西设立公使馆，位于俄国使馆之南，荷兰使馆之东。后来，美国驻华公使馆从荷兰使馆东侧搬到了西侧，也就是今天的前门东大街23号。1928年国民政府定都南京后，美国政府随即予以确认，美国驻华公使也由北京改驻南京。

### 迁往南京
国民政府定都南京之后，美国驻华公使即改驻南京，使馆位于上海路82号。1935年纳尔逊·詹森被任命为美国首任驻中华民国大使，驻华公使馆也升格为大使馆。1937年抗日战争爆发后，美国驻华大使馆迁至重庆。
抗战结束大使馆迁回南京后改到西康路，原上海路馆舍即改为新闻处。

### 抗战期间
1938年8月美国驻华大使詹森率使馆人员一起来至陪都重庆，大使馆设于渝中区健康路1号。而同时迁至重庆的美国新闻处则在重庆村57-1号办公。
位于健康路的大使馆建筑为仿巴洛克式的砖木结构建筑，面阔32.5米，进深12.73米，通高10.73米，方向为坐西向东。
1946年国民政府还都南京后，大使馆也由重庆迁回到南京。

### 迁回南京
1946年4月，美国驻华大使馆从重庆迁回到南京，设于今西康路33号（原西康路18号）。该处建筑始建于1946年，由三幢型式相同的西式楼房与三幢西式平房组成。三幢砖石结构的楼房高两层、外加一层地下层，建筑面积分别为936平方米，平面呈“凹”形。三幢平房位于其后，为砖木结构，是随从与仆役的住所，幢建筑面积各为96平方米。
1949年中国人民解放军进入南京后，美国驻华大使司徒雷登于8月才离开南京。1949年10月1日，中华人民共和国成立。1950年2月18日，美国最后一名驻华外交官培根离开南京、返回美国，大使馆闭馆。大使馆旧址现为江苏省省级机关招待所。2002年，江苏省人民政府将大使馆旧址列为第五批江苏省文物保护单位。

### 遷往台北
1949年1月，中华民国政府从南京迁往广州，但是美国驻华使馆并未一同迁往广州，而是将广州沙面的美国驻广州领事馆升格为“大使级办公室”（Office of Embassy）。同年11月，中华民国政府从广州再迁重庆，大使级办公室随之迁往。
1949年12月中華民國政府撤守台灣，由於時勢不穩，美國在1950年才重新在台北市派任美國駐中華民國大使，並裁撤美國駐台北總領事館（該址即今之台北之家）。1954年後，大使館遷至北門附近，門牌號碼為台北市中正路1842號，後改為台北市忠孝西路二段2號。大使館領事組原設於台北市信義路，1972年11月14日搬遷後新址為台北市南京東路二段87號。伴隨美國與中華民國斷交，美國大使館於1978年12月31日17時12分降下美國國旗，於1979年2月28日閉館，現址改建為財政部臺北國稅局本部大樓。此後由美國在台協會辦理原美國大使館的館務。

### 北京设馆

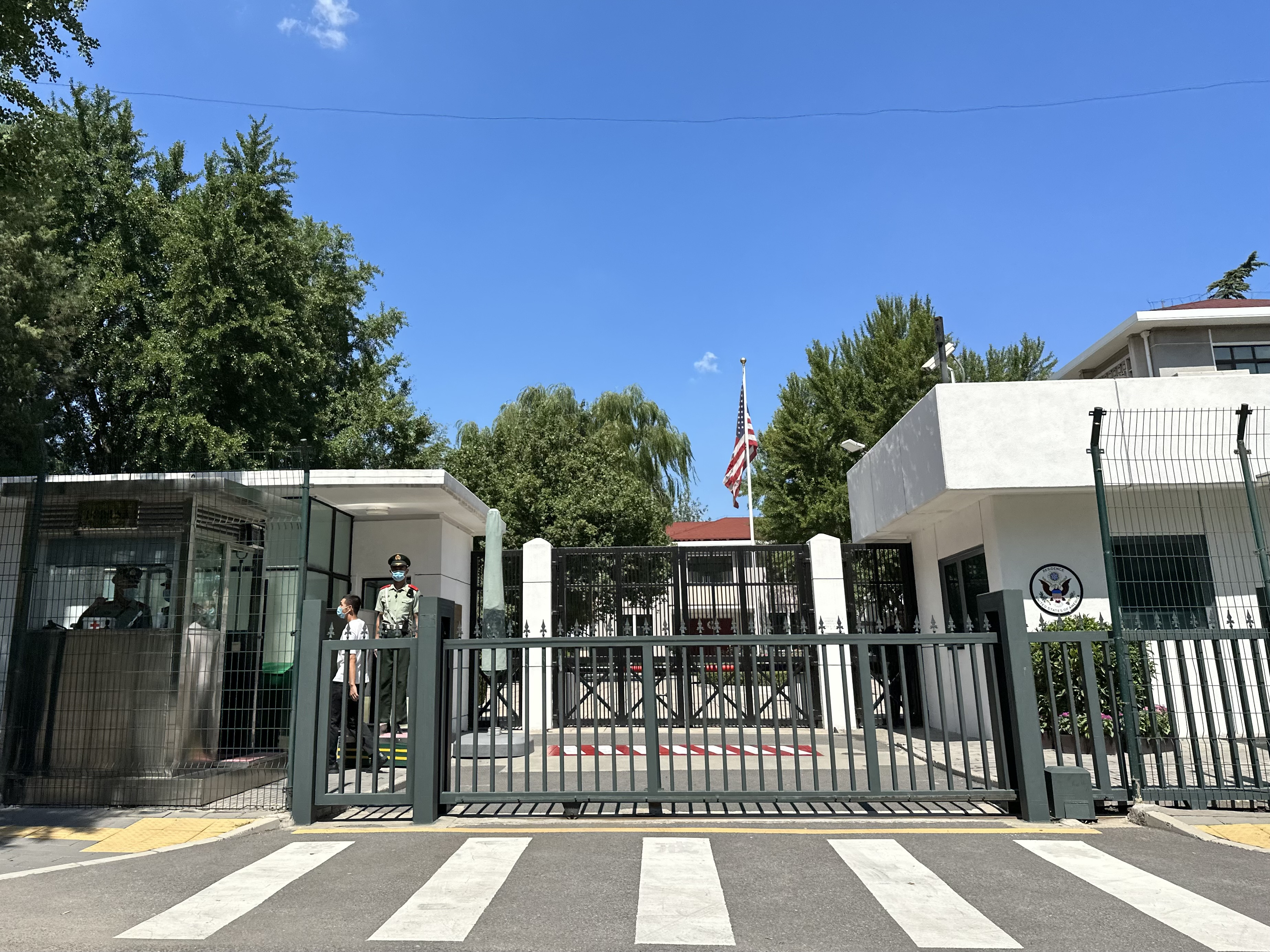
位於建國門外第一使館區內的美國駐華大使館舊館，新館落成後曾一度仍保留領事處職能並稱“日壇分館”，現僅作為駐華大使官邸

1979年中华人民共和国与美国建交后，在北京的美国驻华大使馆开馆，倫納德·伍德科克就任第一代大使，芮效儉則出任第一代副大使。館址设在建国门外第一使馆区内，位于秀水北街3号。
2004年美国在亮马河附近的第三使馆区建造新的大使馆，地址为安家楼路55号，这也是美国国务院历史上第二大的海外建设项目。2008年起新馆正式起用，建筑群占地10英亩，由5座建筑构成，包括一座八层的主办公楼、一座中庭办公楼、一座海军陆战队衛兵岗哨、一座领事／签证办公楼，以及一座多用途的附楼。
建筑的设计十分重视节约能源与可持续性设计，在景观设计中还大量借鉴了中国传统元素。馆中还陈列有林璎、蔡国强、贝蒂·伍德曼、罗伯特·劳森伯格、季云飞、杰夫·昆斯、海波、马丁·培耶尔等中美艺术家的作品。
2020年7月，美國駐成都總領事館闭馆，美国驻华大使馆代管原成都总领馆所轄的贵州省 、四川省、重庆市和西藏自治区。
2024年6月20日，美国驻华使领馆发布《关于美国驻华使团领区变化的声明》，美国驻广州总领事馆的辖区增加贵州省和云南省，美国驻沈阳总领事馆的辖区增加内蒙古自治区，因而贵州省、云南省、内蒙古自治区不再由美国驻华大使馆管辖。

## 使馆部门

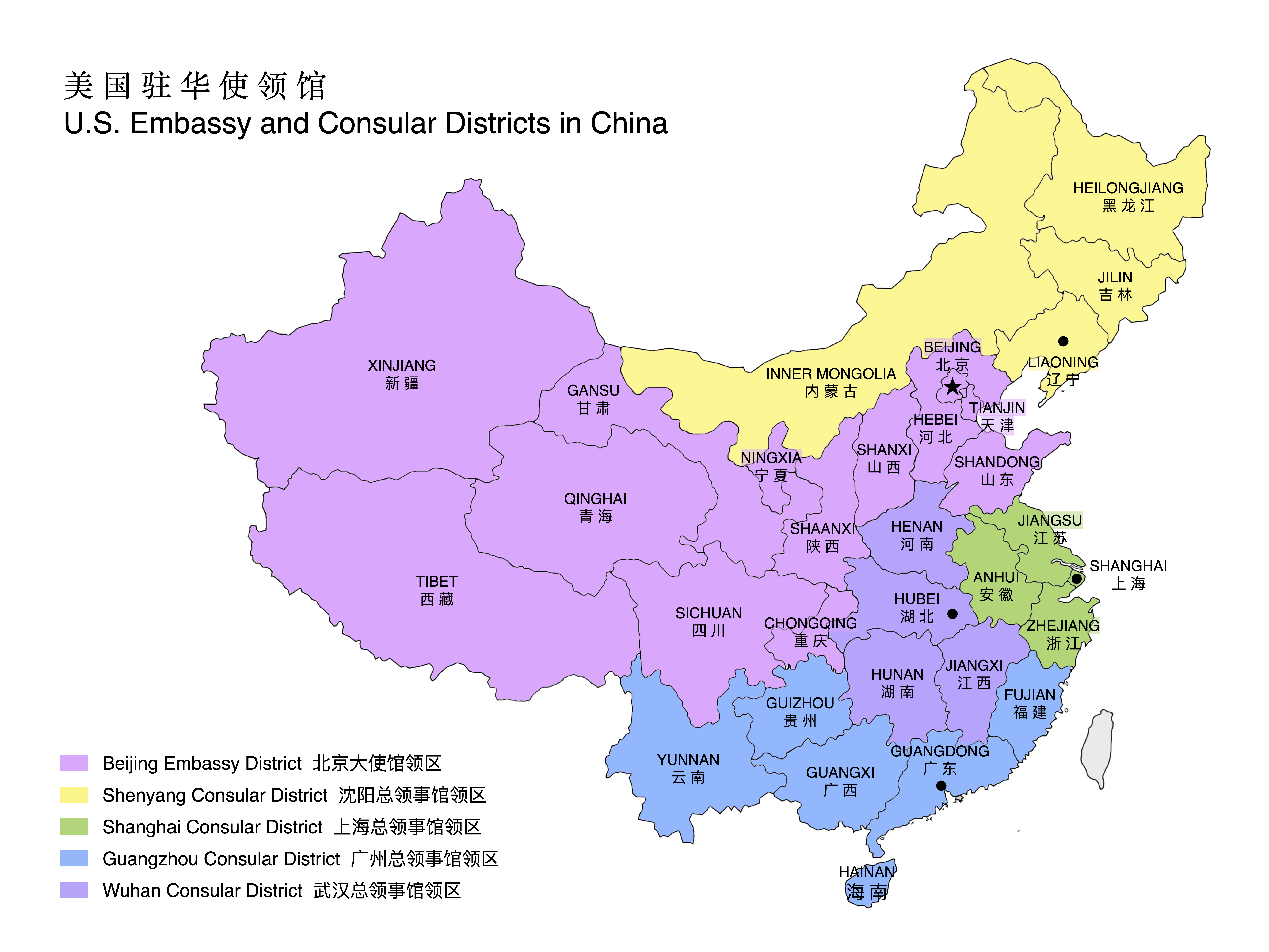
图中粉红色的地区为美国驻華大使馆的领区范围

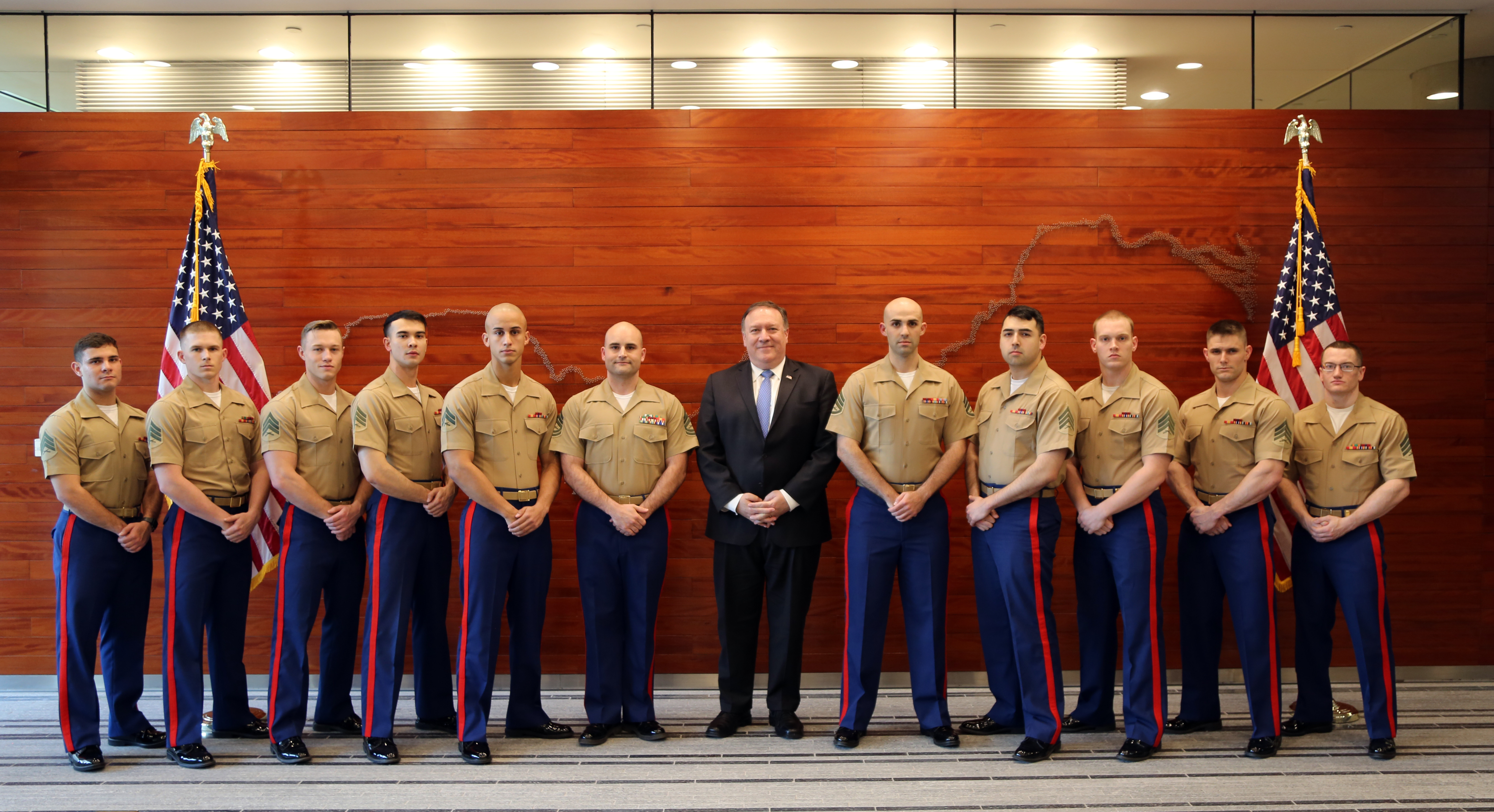
美國國務卿麦克·蓬佩奥与美國駐華大使館海軍陸戰隊使館警衛隊

目前美国驻华大使馆设有如下部门：
- 公共事务处（新闻文化处）
- 美国教育交流中心
- 美国公民服务处
- 非移民签证处
- 行政办公室
- 动植物检疫处
- 领事处
- 国土安全部驻北京办事处
- 经济处
- 环境科技处
- 联邦航空管理局驻北京办事处
- 农业处
- 商务处
- 政治处
- 地区安全处
- 聯邦調查局駐北京辦事處

## 相關事件

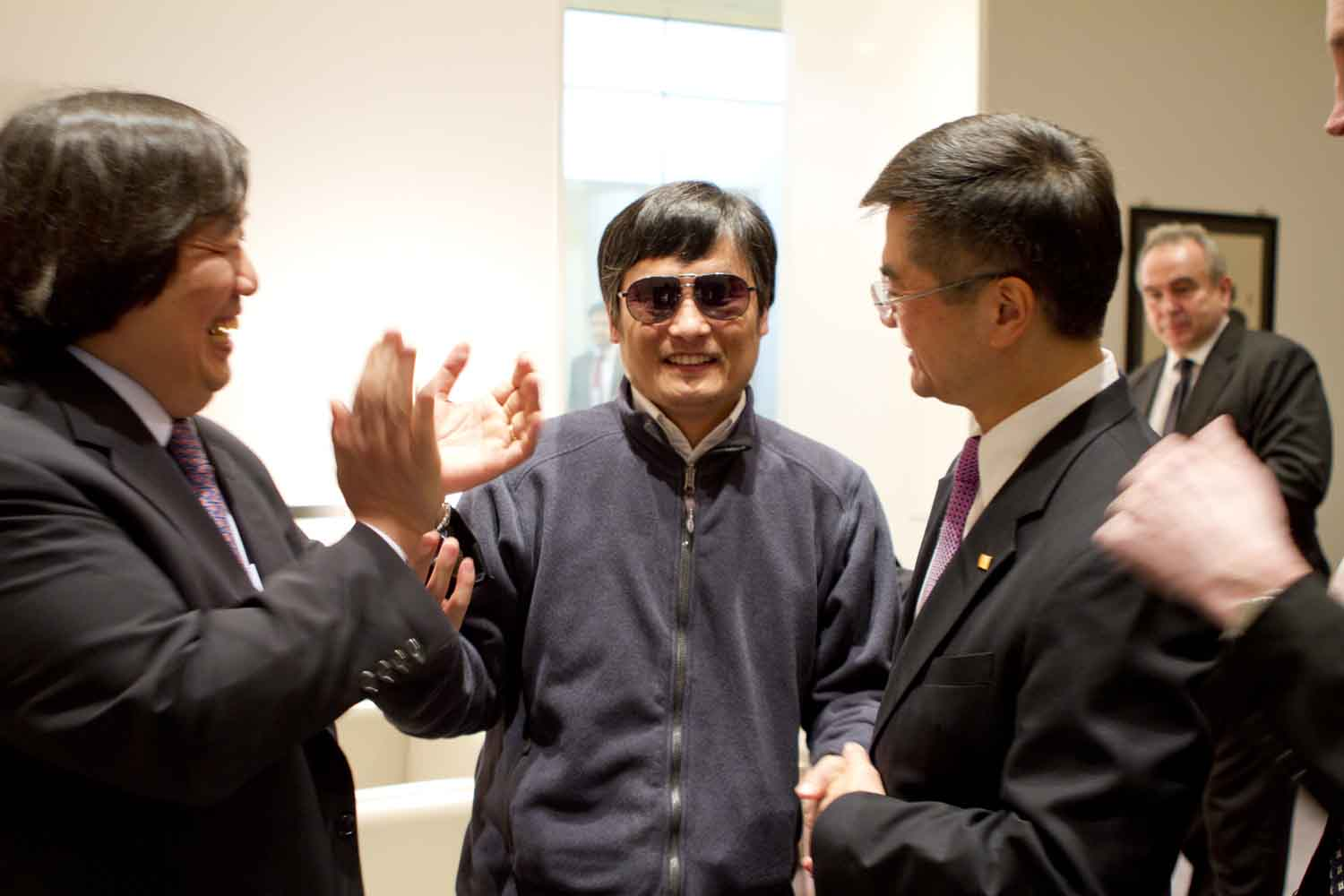
陈光诚（左二）与时任美国驻华大使骆家辉（左三）在美国驻华大使馆的会面

- 1989年北京發生六四天安門事件後，方勵之教授與妻子李淑嫻前往尋求政治庇護。
- 2008年起，美國大使館每小時透過Twitter[14]發布北京PM2.5空氣品質監測數據，[15]導致中國民眾質疑官方公布「空氣品質良好」的可信度。中國環保部副部長吳曉青要求「個別駐華」使領館，停止發布「不具有代表性」的空氣品質數據，聲稱该监测不符合国际通行的要求，既不严谨也不规范，违背了维也纳外交关系公约和领事关系公约。並提到了「不干涉他國內政」原则，[16]矛頭直指美國，結果遭到許多中國網友痛罵無恥。[17]
- 2012年4月，維權人士陳光誠亦在其他維權人士的協助下，從遭監控軟禁的山東省逃亡至北京的美國大使館尋求保護。[18]
- 2013年11月3日，美国驻华使馆馆舍被中国媒体拍摄到有被曝光的棱镜计划中用于监听通讯的“白盒子”。随后《环球时报》记者3日就此事致电使馆，接线员表示因周末无人值班，无法咨询此事。环球网的报道认为中国必须对该事件提高警惕。[19]
- 2018年5月29日，美国大使馆微博转发了在其4月25日发布的美国国务院年度人权报告的介绍，并附上了美国大使馆的中文版链接，[20]内容为长约8万字的《中国（含西藏、香港和澳门） 2017年人权报告》，[21]这是美国驻华大使馆首次在微博上发布中文版的中国人权报告。[22][23]目前，美國駐華大使館官方微博及其評論因其特殊地位而極少受到中华人民共和国官方審查，成爲中國大陸網民言論自由的“飛地”。[24][25]
- 2018年7月26日北京时间下午一点左右，美国驻华大使馆附近发生爆炸，好几个街区外就能听到爆炸声。[26]事后中国官方发布消息称，爆炸是由一姜姓男子在使馆外点燃类似爆竹的装置引发，肇事者本人被炸伤，送院治疗，无其他人员受伤。[27][28]
- 2023年1月30日，美国驻华大使馆在微信發布定制表情包「鷹小美」，共有16款造型，其中一款表情包「拭目以待」令人聯想起趙立堅，因為「拭目以待」是趙立堅的口頭禪。[29]
- 2024年2月，A股大跌，大量网民在该机构微博账号就A股发表评论。[30]